# Гринько, Николай Николаевич
Никола́й Никола́евич Гринько́ (р. 22 июля 1974, Якутск, Якутская АССР, РСФСР, СССР) — российский музыкант, лидер группы «Green Band» (c 2013 или 2014 до 2020), автор-исполнитель песен, звукорежиссёр, ведущий радиопрограмм, сценарист, автор и ведущий подкаста «Технический перерыв», участник и специальный гость музыкальных фестивалей.

## Биография
Родился в Якутске, во время учёбы в театральном училище начал работать на местной радиостанции «СТВ» ведущим эфира и звукорежиссёром. Переехал в Москву[когда?]

. Работал звукорежиссёром радиостанции «Вести FM» и ведущим программы «Полкино» на «Маяке». Креативный директор студии «Апельсин FM». Сценарист и режиссёр детских радиоспектаклей на Радио России. Был сценаристом утреннего шоу на MTV. Победитель конкурса «Звезда юмора» на радио «Юмор FM» (2014) — как победитель стал ведущим программы «Коля, пой!» на этом радио.

## Творчество
Николай Гринько — автор-исполнитель песен.
Музыкальная карьера началась в детстве, когда брату подарили трехрядную гармонь, которая, как оказалось строит и была пригодна для обучения. И мальчик стал подбирать разные мелодии. «Это заметили родители и отвели меня в музыкальную школу по классу баяна. Про баян — Я терпеть его не мог. Он щипал меня за колени, оставлял синяки и меня из за него не было видно. Музыкальную школу я вдохновенно прогуливал. Слышал где то фразу, не мою, чью то — что в музыкальную школу я ходил долгих 7 раз. Вот это про меня…когда я вижу нотную грамоту я начинаю чесаться».
Начал писать стихи и песни в школьном возрасте и примерно в тот же момент осваивал игру на гитаре, которую «спёр у собственного дяди. Она у него годами висела на стене. Я её взял и он даже не заметил. Она была 7-струнная, я нашел, как переделать под 6 струн и начал подбирать мелодии»..
В 1996 написал текст песни «Здравствуй, Якутск!» — неофициального гимна города, которая в исполнении Саины (Екатерины Саввиновой) стала лучшей песней о Якутске на республиканском конкурсе молодых исполнителей «Якутск-97», а на республиканской премии «Золотой Олень» песня стала Лучшей песней года. В 2021 году к 25-летию песни прошёл международный конкурс на лучшее её исполнение.
Н. Гринько известен и как автор и исполнитель коротких песен — «укуле́лек», которые исполняет, аккомпанируя себе на укулеле. Кроме того, Н. Гринько играет на шестиструнной гитаре, в том числе используя технику live-looping — записывает отдельные партии в процессе выступления и сразу их воспроизводит, создавая таким образом аранжировки прямо на сцене. В творчестве много внимания уделяет физике и космосу. Число написанных Николаем песен оценивается им в несколько десятков (от 40), однако с учётом «укулелек», часто пишущихся на заимствованные широко известные мелодии, общее количество достигает нескольких сотен. Стиль песен и их исполнения сам автор определяет как поп-рок или бард-поп.
С 2014 года как автор песен, гитарист и вокалист выступал с группой «Green», где играли Евгений Тарутаев (гитара), Александр Князев (бас), Влад Волошко (ударные) — они же являются и авторами аранжировок. С 2020 из-за пандемии COVID-19 группа прекратила выступления — теперь Николай Гринько выступает сольно.
Тогда же и появился вариант выступления в одиночестве напару с «педалями».
Интересный факт. "Однажды Николай решил зайти в российское авторское общество, так как ему стало интересно, нападало ли что-то или нет. Ему говорят — «Николай? Гринько? Где ж вы ходите, у вас же гонорары. И Николай уже представил уже себе всея, что он купит. Он спросил — И чё, и где? — Вы нам номер карточки сказали? Ожидайте…
1812 рублей пришло. Гонорары…» Из онлайн концерта на проекте «Smo-rodina», организованного музыкантом и звукорежиссёром Романом Филлиповым.

## Дискография

### Альбомы с группой «Green»
- 2018. Наши на Луне[26][10].
- 2019. CTNBEH XOKNHL.

### Синглы
- 2020. Сурикаты.
- 2020. Видимо-невидимо.
- 2021. Типакорочекакбы.
- 2022. Лиссабон.
- 2022. Диафрагма.
- 2023. Дедушке М.[27]
- 2023. Планетарий.[28]

## Фильмография
- 2013. Шиворот-навыворот — короткометражная комедия режиссёра Джони Яременко[29].